# Alopecurus aequalis
La cola de zorra acuática  (Alopecurus aequalis) es una hierba de la familia de las gramíneas. Es originaria de Eurasia y Norteamérica.

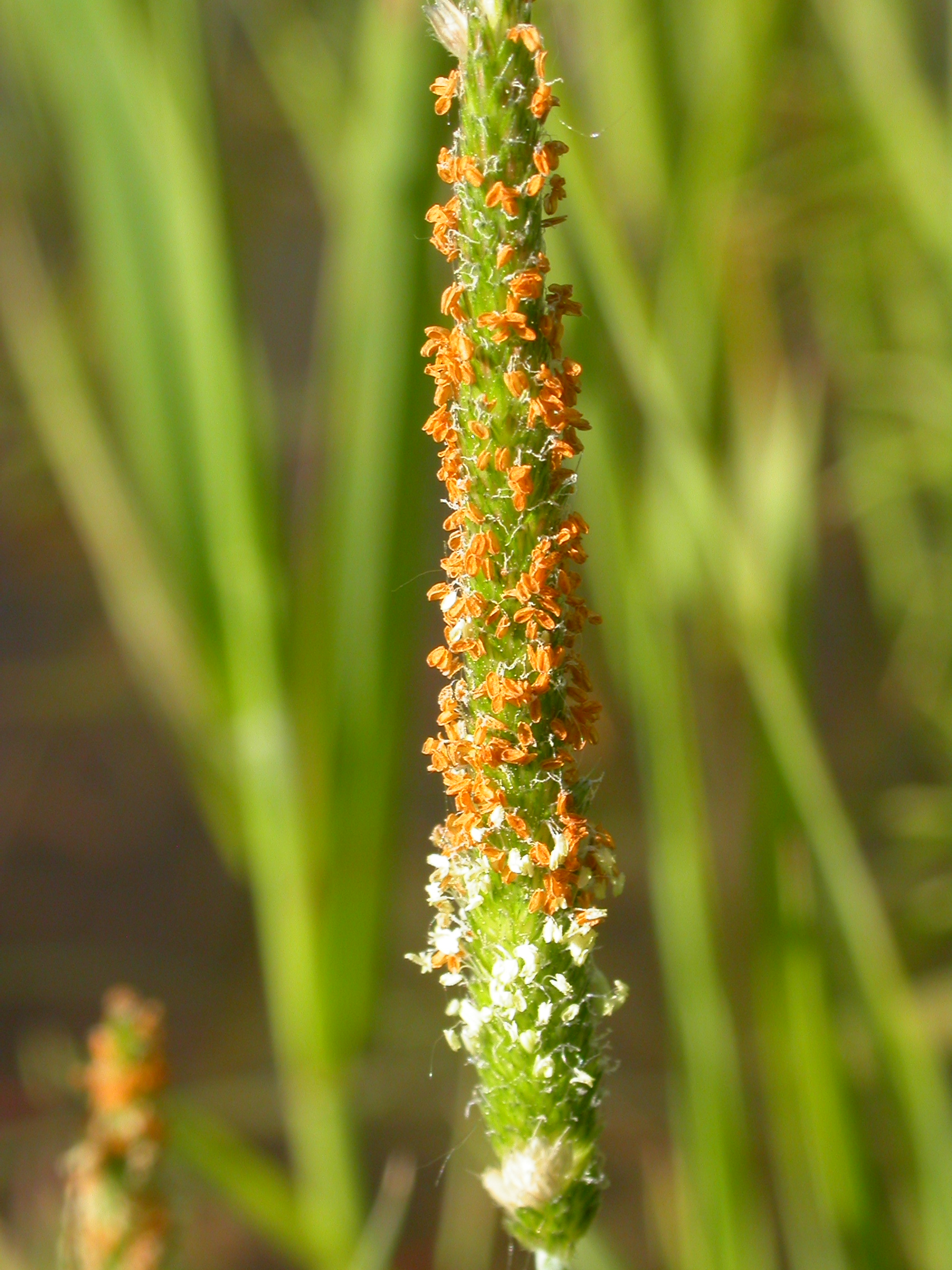
Inflorescencia

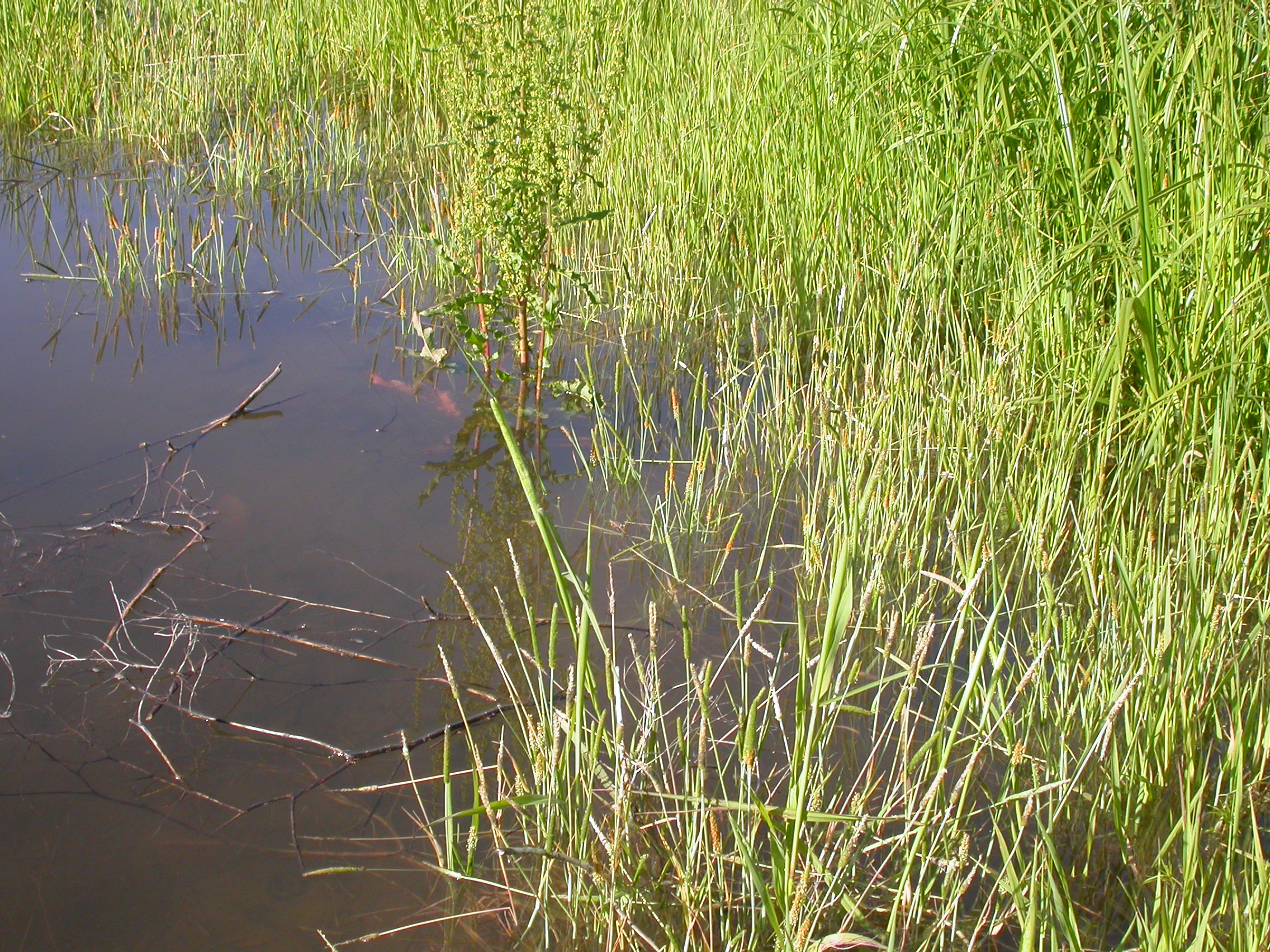
En su hábitat

## Descripción
Es una hierba anual o perenne de vida corta, acuática con la parte inferior sumergida. Tallos enraizantes en los nudos inferiores, ascendentes, más  o menos cilíndricos, muy nudosos, de hasta 45 cm de longitud. Las hojas son lineares, blandas, envainantes, de 3-6 mm de anchura. Inflorescencias densamente espiciformes, estrechamente fusiformes o cilíndricas; espiguillas lateralmente comprimidas, unifloras, de 1,5-3 mm; lema obtusa, con arista corta. Fruto en cariopsis. Florece en primavera y verano.
Hábitat
En pozas y bordes de lagunas hasta los 2.000 m de altitud.
Distribución
Europa, Asia y Norteamérica.

## Taxonomía
Alopecurus aequalis fue descrita por  Gregor Fedorovitch Sobolewsky y publicado en Flora Petropolitana 16. 1799.
Etimología
Alopecurus nombre genérico que proviene del griego alopes -ekos, (zorro), y oura (cola), por la forma de la panícula.
aequalis: epíteto latino que significa "similar, igual".
Sinonimia
NOTA: Los nombres que presentan enlaces son sinónimos en otras especies: 
- Alopecurus amurensis
- Alopecurus aristulatus
- Alopecurus brachytrichus
- Alopecurus caespitosus
- Alopecurus diandrus
- Alopecurus fulvus
- Alopecurus geniculatus subsp. fulvus
- Alopecurus geniculatus var. aequalis
- Alopecurus geniculatus var. amurensis
- Alopecurus geniculatus var. aristulatus
- Alopecurus geniculatus var. caesius
- Alopecurus geniculatus var. fulvus
- Alopecurus geniculatus var. natans
- Alopecurus geniculatus var. robustus
- Alopecurus hitchcockii
- Alopecurus howellii var. merriamii
- Alopecurus paludosus
- Alopecurus palustris subsp. fulvus
- Alopecurus subaristatus
- Tozzettia fulva